# 银脉龙胆
银脉龙胆（学名：[Gentiana argentea] 错误：{{Lang}}：文本有斜体标记（帮助））为龙胆科龙胆属下的一个种。

## 扩展阅读
- 維基物種上的相關：银脉龙胆